# (20405) Barryburke
(20405) Barryburke est un astéroïde de la ceinture principale.

## Description
(20405) Barryburke est un astéroïde de la ceinture principale. Il fut découvert le 24 août 1998 à Caussols par le programme ODAS. Il présente une orbite caractérisée par un demi-grand axe de 2,55 UA, une excentricité de 0,10 et une inclinaison de 3,2° par rapport à l'écliptique.

## Compléments